# 2593 Buryatia
2593 Buryatia este un asteroid din centura principală, descoperit pe 2 aprilie 1976 de Nikolai Cernîh.